# 政党

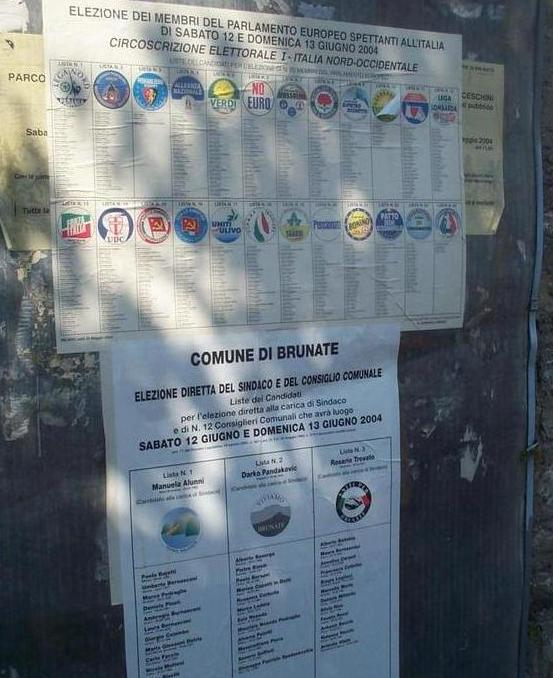
2004年歐洲議會政黨列表

政黨是以執政或促進和保障特定政治思想、政治利益為目標的團體。是党派政治中的主体。
政黨在代议制民主政體裡，爭取執政。一般以參加選舉為手段，並有時結成政治聯盟，在必要時聯合執政。政黨通常有特定的政治目标和意識形態，针对国家和社会議题有各自的主张，定立政綱展示願景。
共同的利益、情感、民族、种族等都是结成政党的因素。不同的政治学家对政党有着不同的定义：有人认为政党是选举工具；有人认为政党是一种权力组织；有人认为政党是谋求公职的工具；有人认为政党是人民控制政府的团体；有人认为政党是人民利益的表达渠道。
老牌民主國家和新興民主國家之經驗表明，要在長期內保持民主鞏固，即意味着一個民主國家在多大程度上能遠離國內各種對政治秩序穩定之挑戰，就要促進強而有力之政黨之發展；因此，選舉制度要鼓勵此一發展，而不是加強和推進政黨分化:18-19。若在英國、美國，多數民眾無不隸屬於政黨，故多數黨執政，即為代表國民多數之意見；諸黨聯合，即為代表民眾全體之合作:2。目前世界上大多數國家實行競爭性政黨體制，但實行較為成熟的國家主要是西歐、北美、日本及若干受美英殖民影響的國家，如印度。選舉制度還可以就排除那些只有少數人支持之政黨參選進行特殊設計，還可以推動或拖延政黨成為黨內領導人個人之競選工具:19。

## 词源
英语中的“政党”（party）一词，源自拉丁文的pars或partire，意为划分或分割，最先进入英语的词汇形式是part，意为社会的一部分:238-239。17世纪后，part演化成party，意为某种政治组织，常常与政治派别（Political faction）混用。直到博林布鲁克子爵明确区分了政党和派系的不同:238-239，埃德蒙·柏克则第一次给政党明确下了定义：
就是大家基于一致同意的某些特殊原则，并通过共同奋斗來促进国家利益而团结起来的人民团体。
中文中的“政黨”一词始於宋朝。《論語》曰：“君子群而不黨”；以黨為不良之名詞，故世多以黨為戒，後漢始有黨禁。宋以前之黨，所爭者官位，所報者私怨，亦無政策可言，皆非政黨。宋仁宗時，始有朋黨之議；歐陽修著《朋黨論》，謂惟君子有朋；蓋已明于君子執政，必多集同志以行其政策，不必以朋黨為諱矣。中國之有政黨政治，殆自宋神宗時之新舊兩黨始。其後兩黨反復互爭政權；新舊兩黨各有政見，皆主於救國，而行其道特以方法不同，主張各異，遂致各走極端。縱其末流，不免於傾軋報復，不可純以政爭目之；而其黨派分立之始，則固純潔為國，初無私憾及利祿之見雜其間。此則士大夫與士大夫分黨派以爭政權，實則中國歷史上僅有之事也。中國著名國學學者錢穆認為，中國人對政黨興味異常淡漠，此乃一不可掩飾之事實，此非中國人對政治無興趣，惟其對政黨政治實於國情未為適合；若求適合國情，則莫如創設一「公忠不黨」之民主政治，雖可有政黨，而政黨退居不占重要之地位；而今日國人之意見大率以為必有待於政黨運用民主政治，而認英國、美國政黨活動為楷模，此亦幾乎成為國人之公論:2。「公忠不黨」者，乃超派超黨、無派無黨，或雖有黨派而黨派活動在整個政制中不占地之一種民主政治，亦即所謂「全民政治」:4。

## 产生
对于现代政党的产生，有几种不同的解释理论。制度论认为，政党的出现是伴随议会与选举制度改革的结果:250-251。历史局势论认为，政党是在新旧制度交替和民族战争中，因为政治理念的不同而产生争议，从而产生了多样性的政党:250-251。发展论认为，社会现代化导致社会各方面关系得以加强，从而出现了政党。危机论认为，形成国家时会发生新政治秩序的合法性危机，政党正是为了解决这一问题而产生的:250-251。马克思主义认为政党是在阶级基础上产生的，是阶级斗争发展到一定阶段的产物。列宁和毛泽东则进一步指出，现代政党是阶级的领导者。
法国政治社会学家莫里斯·杜瓦杰将政党产生的方式归纳为内生党和外生党。内生党是议会内部的议员联合起来而形成的；外生党是统治集团外的政治力量对统治集团发起挑战并要求在议会中取得自己的席位而产生的:251-252。
塞缪尔·亨廷顿对政党的发展规律提出了一个四阶段模式：
1. 宗派阶段：通常为政党从传统到现代的过渡时期，少数政治精英以其野心在短暂联合下展开权力斗争，在议会内部形成不同派别。如果没有议会，主宰局势的政党往往会变成革命密谋集团。
2. 两极化阶段：议会中的派系与社会势力联合组成政党，形成两极化格局。如果革命性政党要改变现行制度，那么国家中政治力量很可能会分化成革命派和反革命派。
3. 扩展阶段：政治领袖通过各种办法得到群众的拥护，以实现自己控制政权的目标。在革命模式或民族主义模式中，革命性的政党尽力号召群众，通过获得民众的支持來推翻现有体制或驱逐帝国主义，实现自己的目标。
4. 制度化阶段：在议会内部发展出来的政党常常会形成两党制，如果有外力介入则会形成多党制，而革命性的政党则会建立起一党制或一党为主的政党制度。

大多數專家都同意以下觀點：選舉制度應該壯大建基於更廣泛之政治價值觀和意識形態、同時又有清晰政策規劃之政黨，而不是只專注於狹隘之民族、種族或地區利益之政黨:19。

## 歷史
18世紀以後，歐洲國家產生了政黨，並在後來逐漸演變為近現代意義上的政黨。其中，以英國、美國為代表，形成了兩黨制；以法國、意大利為代表，形成了多黨制。在20世紀，以苏联共產黨和德國納粹党為代表，又產生了組織嚴密的專政政黨。

### 早期政党
早期政党多是因为某些重大的政治原则分歧而由政府内部的政治派别组合形成的:11。最初的政党主要是掌握政权和监督政府，与普通大众并无紧密关系。他们的活动也局限于议会和政府内部。直到现代选举制度确立以及普选权的扩大，才出现了大众性的政党:242-243。
现代政党最初诞生于英国。1640年英国议会就实行君主制还是共和制的问题而形成了宫廷党（保皇黨）和民權黨两大派系。1679年，在关于王位继承权的争论中，支持宫廷党的人被反对者斥为“托利党”（Tory，意为歹徒，爱尔兰骂人的话）；支持民权党的人被反对者斥为“辉格党”（Whig，意为强盗，苏格兰骂人的话）。1688年光荣革命后，两党支持在英国实行君主立宪制，但在18世纪，英國君主仍有一定权力。
1834年，托利党正式定名为保守党，1859年，辉格党正式定名为自由党，并形成了两党轮流执政的惯例。直到1922年后工党取代自由党与保守党轮流执政，但工党直到1945年才首次取得下议院多數党。而自由党於1988年與原工黨分裂的勢力合併為自由民主黨，實力有所增加，與工党和保守党並列為英國三大政黨，2010年英國大選後保守党和自民黨組建聯合政府，直至2015年。
美国的政治派别则是在围绕1787年宪法问题而出现的。在讨论和批准1787年宪法时，形成了主张建立及加強联邦政府权力的联邦党和主张在宪法中更注重保障人民权利及州权的民主共和党，后者被联邦党人称为“反联邦党人”。1828年後，民主共和党内部又分成了民主党和辉格党两派，辉格党因蓄奴問題瓦解后，反對扩大奴隸制的前辉格党人組成共和党，形成至今民主、共和兩党轮流执政的局面:241-243。
法国的现代政党则是在1789年法国大革命过程中出现的。斐扬党人主张实行君主制；吉伦特派和山岳党人、雅各賓黨则主张废除君主制。1799年拿破仑一世执政后，法国政坛又出现了保皇派、温和共和黨派和激进共和黨派。1848年法兰西第二共和国成立后，国会中基本分为保皇党、共和党和社会党，这种左中右的格局一直延续到现在，第五共和後因選舉改为兩輪投票制，形成兩黨制。目前兩大主要政黨分別是中間偏左的法国社会党和中間偏右戴高樂主義派法國共和黨（前稱人民運動聯盟）。

### 发展
后发资本主义国家的政党不同于英美法国家的政党，这些国家的政党都是将政党作为政治斗争的工具，从而建立起资产阶级政权。
德国在普鲁士时期，于1861年出现了主张德国统一的进步党（1884年改称自由思想党），1865年德国南部出现了主张民主的天主教人民党。1869年出现了左翼社會主義的德国社会民主党。1876年在原保守党基础上组建了全国性的政党德意志保守党。1918年魏玛共和国实行普选制和比例代表制，议会内的政党多达30多个，1933年希特勒上台及最後一次選舉后，宣布除纳粹党外其他一切政党非法。1945年二战结束后，實行聯立制的比例代表制選舉制度，须取得5%選票才能獲得席次，以限制政党在國會的數量。
意大利最早的现代政党是1892年成立的工人党，之后在1897年出现了代表中产阶级利益的共和党。1914年被开除出社会党的墨索里尼创建了“自主革命行动法西斯”，1919年又建立全国性的“意大利战斗法西斯”:20，并于1921年改名国家法西斯党，1926年上台后取缔了其他政党。二战后共和國成立，實行比例代表制，意大利天主教民主党（天民党）成为多党格局下的最大党，而意大利共產黨（意共）則是最大反對党，這個格局一直持續至1994年。1994年由於天民黨和社會黨等數十年長期執政的聯盟相繼被揭發連串與黑手黨的貪腐醜聞而瓦解，選舉制度得以改革，現成為多個政治聯盟，分別為由原意共改組的中間偏左民主黨，五星運動，以及中間偏右的意大利力量黨和右派民粹主義北方聯盟。
日本的现代政党出现于明治维新时期的自由民权运动。1874年成立了日本最初的政党爱国社。1875年，爱国社与其他政党联合成立了全国性政党，名称未变。1880年，爱国社第四次全国代表大会成立国会开设期同盟，取代了原来了爱国社，次年在此基础上成立了自由党，1882年又成立了代表工商界利益的立宪改进党。二战之后，日本形成了多党林立的局面，1955年出现了「右派政党大联合」和「左派政党大联合」的局面（即「55年體制」），此后右派的自民党長期維持一党独大，左派最大的政黨及在野党是日本社會党，直至1995年因社会党与自民党合组联合政府導致瓦解。在野黨的互鬥及重組導致數十年都難以取代自民黨的執政地位，因此政府更替主要表现为自民党内部派閥之间的斗争。2009年民主党取得勝利首次達成政黨輪替，但自民党在三年後便奪回政权。

### 无产阶级政党
近代随着工业革命的发展，代表无产阶级的政党开始出现。1836年，英国宪章运动诞生了第一个工人政治团体伦敦工人协会。1847年，马克思和恩格斯领导建立了无产阶级的国际组织共产主义者同盟。1850年，共产主义者同盟内部产生分裂，于1852年11月宣布解散。此后，马克思在1864年又创立了第一国际，直到1872年海牙会议后停止活动，并在1876年解散:246-247。
马克思和恩格斯在1847年于布鲁塞尔创建了德意志工人协会，但是一年后就被迫停止活动。1866年，德国创立了萨克森人民党，并在1869年与德意志工人协会等组织中的民主派合并建立了德国社会民主工党，1875年又与德国工人联合会合并为德国社会主义工人党，1890年改称德国社会民主党，意识形态转为社会民主主义:246-247。法国在1879年成立了法国工人党，1882年党内分裂为马克思主义派和可能派，后者另外组建了法国社会主义工人协会。1901年法国工人党与革命社会党联合为法兰西社会党。1905年，这几个组织合并为法国社会党:247-248。自此之后，欧美各国都出现了工人党和社会民主党。而在一些传统的专制主义国家，出现了一批以民族振兴为目的的改良型政党，而社会矛盾的激化更催生了无产阶级政党，并走上了推翻旧政权的暴力革命之路，并在取得政权后实行一党专政的制度:248。
1898年，俄国社会民主工党第一次代表大会召开。1903年内部分化为布尔什维克和孟什维克两派。其后产生了布尔什维克党。1917年布尔什维克武装起义夺得政权，并建立起世界上世界上第一个社会主义国家和共产党一党执政的制度。1925年布尔什维克党改名为全联盟共产党（布尔什维克），1952年再次改名为苏联共产党。在俄国革命影响下，蒙古、越南、南斯拉夫、中国等国家也相继建立起共产党并成为执政党。
1991年苏联解体后，苏联及东欧国家的共产党或工人党有的解散，有的转变为社会党或社会民主党，有的重建后成为多党政治下的一党；中国、越南等国的共产党政府则走上了市场經濟的道路:249-250。

### 发展中国家的政党
大多数发展中国家的政党都是在民族独立运动中产生的。拉美国家在19世纪初就已经有政党，但是多属于寡头性质的政党，真正群众性政党是在1930年代以后逐渐出现的。民族独立运动中产生的政党一般都是独立运动的领导者，有的独立后成为执政党并实行一党制，例如埃及、新加坡、莫桑比克、安哥拉等；有的则在独立后政党改组，或重新建立新的政党，例如赤道几内亚、印度尼西亚；有的经历过军政府后才出现政党，例如扎伊尔、索马里、泰国等:250。
大多数发展中国家开始都实行一党制，有些国家还实践了全民党理念。经过几十年发展后，发展中国家的政党呈现多元化趋势，两党制、主从政党制、多党制都有实行。但是普遍制度化不足，领袖魅力对政党影响很大，政党与军队关系复杂等，政党制度不是非常稳定:250。
在一些一党佔主要地位的国家，反对党是默许存在的，但是通常没有机会获得实权。占主要地位的政党则容易有机会通过赞助、在投票中舞弊或利用行政、司法手段以保持政权。

## 分類
政党的分类条件很多，主要有按其结构、功能或运作。不同的划分标准会划分出各种政党类型。

### 意識形態
依据意识形态对政党进行分类是人们使用的最多的一种分类方式。政党通常被认为是处在一个政治光谱中。典型的类型包括激进的左翼政党、改良的中间偏左政党以及保守的右翼政党。左派通常倾向于社会民主主義、社会主义或共产主义，共同特徵是主張國家管制市場實行某種計畫的必要。而右派政党则倾向于自由放任经济（laissez-faire），反對國家干預自由市場，力主自由貿易，強調市場經濟的調控功能，並且重視宗教與家庭等傳統價值。在此基础上又可以进一步细分为共产主义政党、民主社会主义政党、保守主义政党、民族主义政党、法西斯主义政党、生态主义政党和地区主义政党。
- 共产主义政党：共产主义政党奉行共产主义，政党意识形态多基于马克思主义，冷战时期其发展达到顶峰，1986年15个主权国家共有9000万党员。但是苏联解体后，中东欧地区的共产党大部分解散或者其成员放弃了信仰，或改組成為民主社会主义政党。西方国家中的共产党在本国影响不大，而现存的社会主义国家的共产党则多走上了改革开放与经济改革的道路。
- 民主社会主义政党：民主社会主义政党是第二国际解散后持改良主义的成员建立的走中间偏左路線的政党，奉行社会民主主义或民主社会主义，1951年19个国家的民主社会主义政党在德国法兰克福建立了社会党国际，党员数目有1600多万，在一些国家有单独执政或联合执政的经历。
- 保守主义政党：保守主义政党是资本主义国家的主要政党，二战以后其影响主要局限于发达国家。其主要国际组织有国际民主联盟和基督教民主联盟，共有90多个政党参加。
- 民族主义政党：民族主义政党大多产生于发展中国家的民族独立运动中，大多主张民族主义。许多民族主义政党在本国进行一党独大的统治，没有较大的国际性组织。目前在歐洲国家的民族主義政党，大部分偏向反移民、反伊斯蘭和反對歐盟一體化。
- 法西斯主义政党：法西斯主义政党主要是指二战期间在德国、意大利、日本等国出现的独裁政党。目前在歐洲国家仍然存在少數有法西斯主义倾向的新納粹極右派政党，但不能與二战期间在德国、意大利、日本等国出现的政党相提並論。
- 生态主义政党：大多是发达国家内主张生态保护、社会公正、基层民主的政党，最为典型的是绿党，国际组织有欧洲绿党。
- 地区主义政党：一些国家中以维护所代表的地区或少数民族利益的政党，一般都只在本国活动，基本上都是小党，几乎没有上台执政的机会。有些地区主义政党更是以争取本地区独立为目标，例如英国的蘇格蘭民族党。

### 合法性
根据政党是否为其所在国家的法律承认，可以分为合法的政党和非法的政党。合法政党为該國法律所认可，一般都认同现行的制度，可以合法的开展各种活动。非法的政党不为该国法律所认可，往往以推翻现行制度为目标，只能秘密开展活动。某些国家还有半合法的政党，这些政党虽然得不到法律的认可，但是国家又默许他们进行一些公开或半公开的活动。根据政党在该国政治生态中的参与程度，又可以将合法的政党分为起主导作用的体制内政党（例如日本自民党、美国共和党）和在政党竞争中只起到很小作用的体制外政党（例如苏格兰民族党、美国进步党）。体制内政党又可以分为执政党、在野党和参政党:253。

### 組織方式
根据政党的组织方式又可以分为精英党、干部党和群众党，此分类法最早由法国政治学家莫里斯·杜瓦杰提出；根据政党的活动范围则可以分为全国性政党、地区性政党和国际性政党:253。
政黨的基層組織因為政黨所處的社會，或者政黨的目標而會有所不同。法國學者杜瓦傑依照基層組織類型对政党进行归类，分為細胞（cell）、俱樂部（cacus）、支部（branch）：
- 「細胞」以又稱小組、蘇維埃。以「細胞」為基層組織的政黨通常不以贏得議會選舉選舉為目的，而是志在推翻現狀政治秩序。執政後通常壟斷政權，組織深入整個市民社會的所有領域，貫徹政黨意志，對社會實行徹底統治。其組織原則是「民主集中制」。例如蘇聯共產黨、中國共產黨、朝鮮勞動黨、越南共產黨、古巴共產黨等。納粹黨和1990年代以前的中國國民黨亦屬細胞型政黨，其組織原則為絕對的領袖服從、元首制。
- 以「俱樂部」為基層組織的政黨以贏得各級議會、地方政府行政首腦職位之選舉為目的，組織最為鬆散，平常沒有規律的組織生活，幹部以志願工作者為主，從事選舉募款與政綱宣傳。例如美國民主黨、美國共和黨。
- 以「支黨部」為基層組織的政黨，其情況介於上面兩類之間。黨基層組織有較為規律與嚴謹的政治架構，幹部為常業專職人員，負責選舉募款與政綱宣傳。但支黨部並不全面滲透到市民社會。例如日本自民黨，日本社會黨，歐洲各民主國家的政黨，1990年代以後的中華民國（台灣）的中國國民黨和民主進步黨等。

### 紀律與政綱
依照政黨紀律與政綱嚴謹程度，除了一黨專政國家外，實行競爭性政黨體制的國家的政黨一般分為「剛性政黨」與「柔性政黨」。剛性政黨政綱與黨章規定嚴謹，長期具有一貫性。黨紀較為嚴格，黨員實行登記制度，有時進行考察篩選，較難隨意參加。其中央與基層組織架構較為清晰，具有明確定義的日常業務，行政領導職權明確。歐洲民主國家政黨，特別是傾向工人階級的政黨多屬於此類。柔性政黨政綱與黨章內容較為模糊，隨著選舉情勢保持較大彈性，因選情與領導人政見而常有變異。黨紀鬆散，甚至沒有黨員登記制度，政黨機構不清楚其黨員人數與身份，出入自由不需考察。柔性政黨中央與基層組織具有很大隨意性，大多只在選舉期間活動，平時僅是俱樂部與談話會性質，中央領導只是候選人的競選總幹事，沒有實質的政黨領導權，黨領導層擁有實權。美國、加拿大、澳大利亞、新西蘭等英美國家政黨屬之。

### 階級
马克思主义根据政党的阶级属性进行分类，分为资产阶级政党和无产阶级政党。也有学者又将之细分为资产阶级政党、无产阶级政党和小资产阶级政党:253。

## 構成要件
政黨具有其特別的多元影響力，其特徵可就組織要素和黨的民主化深論，相較於其他的社會團體和利益團體，其規模顯的龐大且全面，其有以下組織要素：
- 黨員：政黨的基層，政黨的品質和成敗，都和黨員有素質優劣有密切關係。
- 黨綱（黨章）：黨綱就是實現政黨最高目標的綱領。
- 黨紀：政黨的組織較一般社會團體嚴密是由於其具有嚴格的紀律，組織能夠發揮真實的作用以集中人力和物力，進而完成既定的目標（通常是選舉），主要是依賴紀律。
- 黨產：政黨為了推行黨務完成政治任務，必須有充裕的經費和資金以維持開支，除了政黨本身生產事業開闢財源和社會捐獻以及黨員的捐款，黨員繳付的黨費也是一種基本的經費來源。
- 标志：使党外人士对政黨进行直观的识别，亦用以塑造政党形象。

## 政党制度
在一党制国家，往往只有一个政党擁有執政权。當中可細分為一黨獨大和一黨專政。一黨專政的國家虽然有时候有其他的少数党派，但是他们只能在法律上接受主要政党的领导，通常會出現於社会主义國家，例如中華人民共和國、朝鲜民主主义人民共和国、越南社會主義共和國。而一黨獨大是指國內雖有許多其他小黨，但因未能獲得民眾普遍支持，故其勢力無法影響政府的決定，例如現在的新加坡。
有些国家受選舉制度影響，政治只由少數政党輪流壟斷，例子如美国的共和黨和民主黨、英國的保守黨和工黨以及印度的國大黨和印度人民黨等。这些国家只有两个主要政党能取得組成政府的權力，在沒有改變制度的情況下，其他小党便難以赢得选举。而多黨制國家則是國內有3個以上勢均力敵的政黨互相競爭取得執政機會，選民能有較多的選擇。但因意見分歧，沒有任何一個政黨可獲得國會過半數的席次，以致無法單獨組閣，為了避免立法等效率不彰，各政黨間常會組成聯合政府來執政，例如：法國、義大利等。
有些政黨是地區政黨，他們以爭取地區執政為目標，或只以地區和平獨立為目標（例如魁北克人黨），有意地區執政但無意全國執政。也有些政黨是跨國性質的，或建立跨國的政治聯繫（例如綠黨），以針對一些跨國社會議题（例如人本與環保），然而有些地區（例如香港）禁止參政團體進行跨國政治聯繫。

## 政党的消亡
有马克思主义学者的观点认为政党会因为各种原因而消亡:274-275:205。
- 随着社会的发展，没有及时转型，从而丧失了民众的支持，例如西欧早期的各种保王党、保皇会。
- 认为自己使命已经完成而自行宣布解散，例如1949年的中國人民救國會。
- 失去主要领导人后瓦解及重组，例如韩国政黨经常因领導人變換而改名，解散和重組。例如安哲秀在2015年退出新政治民主聯合後，成立新政党國民之党，原新政治民主聯合改名为共同民主黨，新世界黨在2017年亦因朴槿惠彈劾案分裂出正黨，原新世紀黨改名為自由韓國黨。
- 被视为非法组织而被取缔。例如德國共產黨、越南民主黨、香港民族黨、統合進步黨。
- 随着政权解体而解散，例如苏联共产党、南斯拉夫共產主義者聯盟、国家法西斯党、纳粹党。

## 政黨的色彩
幾乎所有政黨都將自己與特定的顏色和符號聯繫在一起，主要是為了幫助選民識別、認識和記住該政黨。這種品牌識別工作在許多識字率低的國家政體中尤其重要，因此無法讀取選票上政黨名稱的人可以通過顏色或徽標來識別該政黨。意識形態相似的政黨經常會在不同國家使用相同的顏色。顏色關聯可用作在圖形媒體中引用和表示各方的簡寫。它們也可以用來指聯盟政黨和其他組織之間的聯盟； 例子包括紫色聯盟、红绿联盟、紅綠燈聯盟、泛綠聯盟和泛藍聯盟。
然而，顏色和意識形態之間的聯繫也可能不一致：不同國家相同意識形態的政黨經常使用不同的顏色，有時一個國家的競爭政黨甚至可能採用相同的顏色。這些協會也有重大例外。例如在美國，紅色與更保守的共和黨相關，而藍色與更左傾的民主黨相關。
| 意識形態       | 代表顏色              | 標誌符號                                    | 例子 | 參考來源                           |
| 農業主義       | - 綠                  | - 糧食 - 四葉草                             |      | :58                                |
| 無政府主義     | - 黑 - 紅             | - 黑旗，或紅黑旗 - 字母“A”被圓圈包圍 - 黑貓 |      | [ 26 ] [ 27 ] [ 28 ] [ 29 ]        |
| 中間主義       | - 紫                  |                                             |      | [ 30 ] [ 31 ]                      |
| 基督教民主主義 | - 橙 - 白             | 基督教十字架                                |      | [ 32 ]                             |
| 共產主義       | - 紅                  | - 鐮刀錘頭 - 握手符號                       |      | [ 33 ] [ 34 ] [ 35 ]               |
| 保守主義       | - 藍                  |                                             |      | [ 36 ] [ 37 ]                      |
| 民主社會主義   | - 紅                  | - 握手圖騰 - 紅玫瑰 - 拳                    |      | [ 38 ] [ 39 ]                      |
| 法西斯主義     | - 黑 - 棕             | - 束棒 - 卍字 - 盧恩字母                    |      | :56                                |
| 女權主義       | - 白 - 紫 - 金 - 粉紅 | - 金星符號 - 緊握的拳 - 字母“F”             |      | [ 42 ] [ 43 ]                      |
| 綠能           | - 綠                  | - 太陽 - 太陽花                             |      | [ 44 ] [ 45 ]                      |
| 伊斯蘭主義     | - 黑 - 綠             | 星月                                        |      | [ 17 ] [ 46 ]                      |
| 自由主義       | - 黃                  | 飛行中的鳥                                  |      | [ 19 ] [ 47 ] [ 48 ]               |
| 自由意志主義   | - 黃 - 金             | - 豪豬 - 火炬                               |      | [ 17 ] [ 49 ] [ 50 ] [ 51 ]        |
| 君主主義       | - 白 - 金 - 紫        | 王冠                                        |      | [ 18 ] [ 52 ]                      |
| 和平主義       | - 白                  | - 白旗 - 鴿子 - 和平符號 - 白罌粟 - V字手勢 |      | [ 18 ] [ 53 ]                      |
| 社會民主主義   | - 紅 - 粉紅 - 紫      | - 握手圖騰 - 紅玫瑰 - 拳                    |      | [ 54 ] [ 55 ] [ 56 ] [ 38 ]        |
| 社會主義       | - 紅                  | 紅玫瑰                                      |      | [ 33 ] [ 57 ] [ 58 ] [ 59 ] [ 38 ] |

## 参看
- 政黨列表（英语：Lists of political parties）
  - 最大的政黨列表（英语：List of largest political parties）
  - 各國執政黨列表
- 政黨政治
- 政黨制度
- 政黨輪替
- 政黨領袖
- 政治参与
- 過度社會化
- 一党制
- 一党独大制
- 两党制
- 多党制